# Комедия дел арте
Комедия дел арте (на италиански: Commedia dell'arte, „професионална комедия“) е театрален жанр, който се развива в Италия през XVI век от пътуващи трупи.

## Характерни черти
Представленията на комедия дел арте се основават на т.нар. кановачо – съвсем условен сценарий (канава̀), по който актьорите импровизират. Актьорите обикновено се специализират в дадена роля и я играят през цялата си кариера.
Комедията има типични персонажи, всеки от които се отличава не само по характера и задължителната си маска, но и по облеклото и диалекта си, недвусмислено сочещ произхода на героя. Така например:
- лъжливият слуга Арлекино е от Бергамо,
- оттам е и свадливият Бригела,
- кокетното слугинче Коломбина е от Венеция,
- откъдето иде и старият търговец Панталоне,
- хитрият Пулчинела (Полишинел на френски или Пънч на английски) е от Ачера,
- Менегино е от Милано и така нататък.
- Самохвалкото Капитан е от испански произход и пр.
- Доторе (доктор Грациано) - богат и образован болонски юрист с груб диалект от Венецианския квартет (състоящ се от него, Арлекино, Бригела и Панталоне). Непрекъснато се шегува, отчасти жестоко, с жените. Костюмът му задължително включва черна мантия, черно сако и черни панталони, черни обувки, черен кожен пояс и черна шапка. Маската му е уникална и е единствената от Комедия дел арте, която закрива само челото и носа. Тя подобно на останалите неща от облеклото му, е черна.